# Peter Sadler

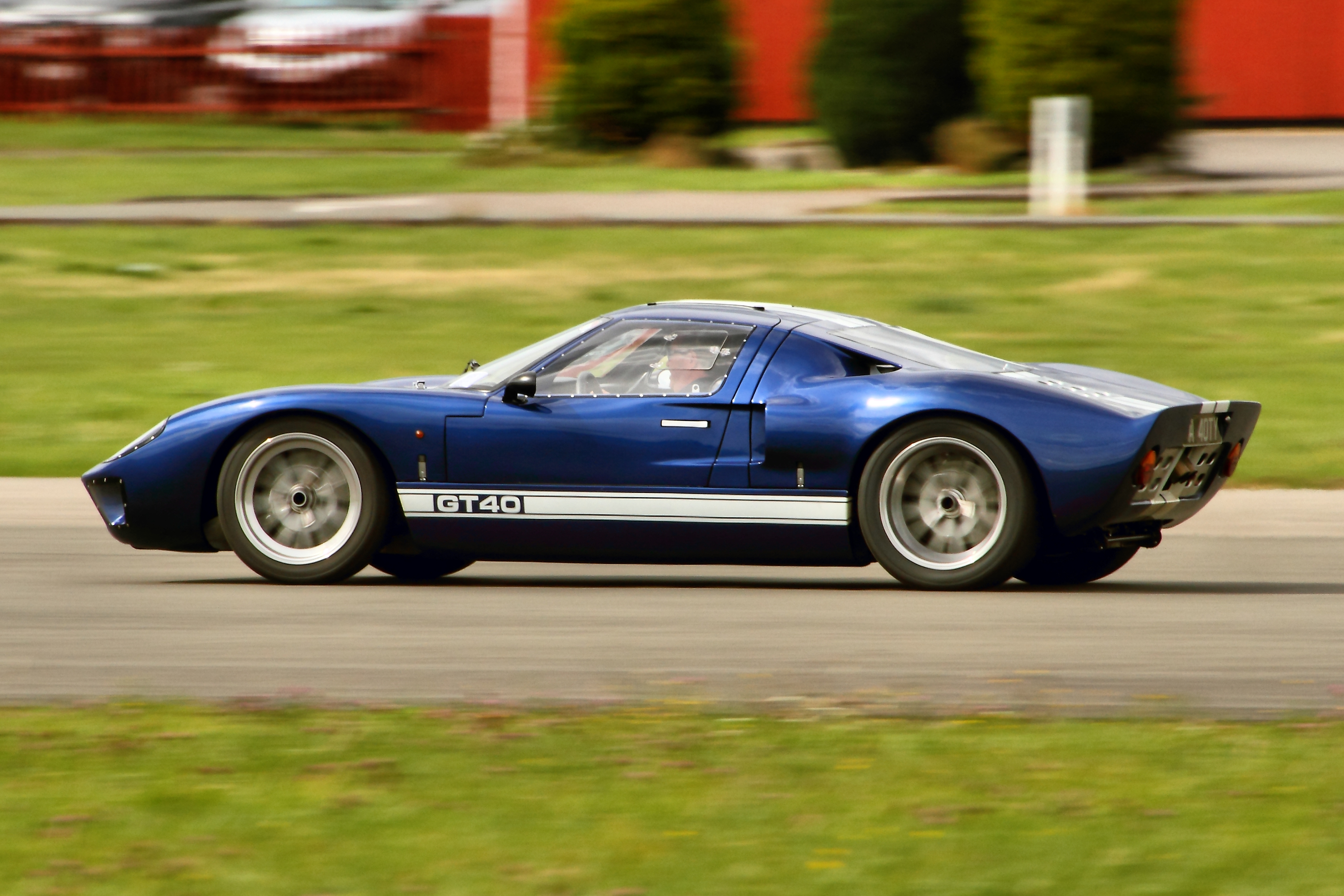
Auf einem Ford GT40 fuhr Peter Sadler 1968 und 1969 Sportwagenrennen

William Peter Sadler (* 29. März 1941 in Fakenham; † 19. Dezember 2009 in Stoke-on-Trent) war ein britischer Autorennfahrer.

## Karriere
Peter Sadler war in den 1960er-Jahren als Sportwagenpilot aktiv und wurde vor allem durch seine Einsätze mit dem Ford GT40 bekannt. Seine ersten Rennwagen waren die Lotus-Modelle 23 und 30. 1966 gelang ihm mit dem zehnten Gesamtrang bei der RAC Tourist Trophy (Sieger Denis Hulme im Lola T70) der erste nennenswerte Erfolg.
1968 stieg er mit dem Ford in die Sportwagen-Weltmeisterschaft ein. Sein Debüt gab er mit Partner Willie Green und einem 22. Gesamtrang beim 1000-km-Rennen auf dem Nürburgring. Höhepunkt des Jahres war der dritte Gesamtrang beim 1000-km-Rennen von Paris auf dem Autodrome de Linas-Montlhéry. Das Rennen zählte jedoch nicht zur Weltmeisterschaft.
1969 kam zu den Starts in der Weltmeisterschaft auch der einmalige Einsatz beim 24-Stunden-Rennen von Le Mans hinzu. Nach einem Schaden an der Elektrik am GT40 musste er das Rennen vorzeitig aufgeben.

## Statistik

### Le-Mans-Ergebnisse
| Jahr | Team         | Fahrzeug       | Teamkollege | Platzierung | Ausfallgrund |
| ---- | ------------ | -------------- | ----------- | ----------- | ------------ |
| 1969 | Peter Sadler | Ford GT40 Mk.I | Paul Vestey | Ausfall     | Elektrik     |

### Einzelergebnisse in der Sportwagen-Weltmeisterschaft
| Saison | Team         | Rennwagen   | 1   | 2   | 3   | 4   | 5   | 6   | 7   | 8   | 9   | 10  |
| ------ | ------------ | ----------- | --- | --- | --- | --- | --- | --- | --- | --- | --- | --- |
| 1968   | Peter Sadler | Ford GT40   | DAY | SEB | BRH | MON | TAR | NÜR | SPA | WAT | ZEL | LEM |
| 1968   | Peter Sadler | Ford GT40   |     |     |     |     |     | 22  | 9   |     |     |     |
| 1969   | Peter Sadler | Ford GT40   | DAY | SEB | BRH | MON | TAR | SPA | NÜR | LEM | WAT | ZEL |
| 1969   | Peter Sadler | Ford GT40   |     |     | 11  | DNF |     | 9   |     | DNF |     |     |
| 1970   | Paul Vestey  | Porsche 910 | DAY | SEB | BRH | MON | TAR | SPA | NÜR | LEM | WAT | ZEL |
| 1970   | Paul Vestey  | Porsche 910 |     |     | 14  |     |     |     |     |     |     |     |